# Етиопски патуљасти мунгос
Етиопски патуљасти мунгос (Helogale hirtula) познат и као пустињски патуљасти мунгос или сомалијски патуљасти мунгос је врста сисара из породице мунгоса. Настањују подручје источне Африке, посебно Етиопије, Кеније и Сомалије.

## Карактеристике
Етиопски патуљасти мунгоси достижу дужину тела од 20 до 27 центиметара, плус реп који је дугачак 15 до 18 центиметара. Њихова тежина је 220 до 350 грама. Крзно им је претежно сиве боје, лице и стомак су жућкасти. У поређењу са њиховим јужним рођацима, крзно им је дуже и чупавије и мање црвенкасто, а шапе су црно-браон боје. Предње шапе имају дугачке канџе. Глава је кратка, уши су мале и заобљене. Кутњаци су релативно јаки.

## Распрострањеност и начин живота
Етиопски патуљасти мунгоси су пореклом из источне Африке. Њихово подручје дистрибуције обухвата југ и југоисток Етиопије, југ Сомалије и север и исток Кеније. Непотврђени извештаји о појави ове врсте јављају се у Џибутију и северној Танзанији. Њихово станиште су суви травњаци и жбуње, али не и затворене шуме.
Ове животиње су дневне и вероватно живе у групама. Они користе термитне хумке и пукотине стена као места за спавање. Иначе се мало зна о њиховом начину живота.

## Опасност
Иако је њихово подручје дистрибуције фрагментовано, не постоје познате веће претње. МУЗП процењује да је укупна популација стабилна и наводи врсту као „најмање забрињавајућу“.

## Подврсте
- Helogale hirtula hirtula
- Helogale hirtula ahlselli
- Helogale hirtula annulata
- Helogale hirtula lutescens
- Helogale hirtula powelli